# Tel HaShomer
 (avril 2019).
Si vous disposez d'ouvrages ou d'articles de référence ou si vous connaissez des sites web de qualité traitant du thème abordé ici, merci de compléter l'article en donnant les références utiles à sa vérifiabilité et en les liant à la section « Notes et références ».
Tel HaShomer (en hébreu : תֵּל הַשּׁוֹמֵר, traduit en français par La Colline de la Garde), ou Kiryat Krinitzi, est un quartier de la ville de Ramat Gan, à Israël. Il est bordé au nord par Kiryat Ono, à l'est par Yehud et au sud par Or Yehuda. Une base importante des Forces de Défense Israéliennes et le Centre Médical Sheba y sont situés.

## Histoire
Tel Litvinsky (renommé plus tard Tel HaShomer) est une moshava créée en 1934 par Moshe et Emil Litvinsky en mémoire de leur père Elhanan Litvinsky. Les premiers habitants sont des immigrants juifs d'Allemagne et de Pologne. En 1936, il est connu pour sa forte proportion d'universitaires et de médecins. Durant la Seconde Guerre mondiale (1939-1945), la plupart des terres du village sont expropriées pour la construction d'une base militaire britannique. La base a une importance stratégique car elle contrôle la route reliant l’aéroport de Jaffa à l'aéroport de Lydda. Il est également utilisé pour loger des prisonniers de guerre italiens.
En septembre 2015, il est annoncé que 11 500 logements remplaceraient le complexe militaire sur le site.

### Guerre israélo-arabe (1948)
Lors de la guerre israélo-arabe, une attaque juive sur la base a lieu le 29 novembre 1947, lorsque le Palmach vole des explosifs et 75 fusils. Vers la fin du mandat britannique en Palestine, les Arabes sous le commandement de Hasan Salama, commencent à faire passer des armes en contrebande et du personnel déguisé en ouvrier dans le camp. Le commandement de la Haganah voit cela comme une menace et le 15 avril 1948, les deux compagnies des 32e et 33e bataillons de la brigade Alexandroni sont entrées et capturent la base. Les forces arabes contre-attaquent depuis Al-Khayriyya, Kafr'Ana, al-'Abbasiyya et Saqiya, mais les forces juives se sont renforcées et repoussent à un petit saillant au sud du camp, qui est capturé plus tard lors de l'opération Hametz. La brigade d'Alexandroni perd trois soldats, tandis que les pertes arabes sont estimées à environ 50.
La région est rebaptisée Tel HaShomer en 1948, d'après HaShomer, une organisation de défense juive de la première période ottomane.